# Municipio de Lake (condado de Menominee)
El municipio de Lake (en inglés: Lake Township) es un municipio ubicado en el condado de Menominee en el estado estadounidense de Míchigan. En el año 2010 tenía una población de 556 habitantes y una densidad poblacional de 2,95 personas por km².

## Geografía
El municipio de Lake se encuentra ubicado en las coordenadas 45°24′43″N 87°45′27″O / 45.41194, -87.75750. Según la Oficina del Censo de los Estados Unidos, el municipio tiene una superficie total de 188.36 km², de la cual 183,2 km² corresponden a tierra firme y (2,74 %) 5,15 km² es agua.

## Demografía
Según el censo de 2010, había 556 personas residiendo en el municipio de Lake. La densidad de población era de 2,95 hab./km². De los 556 habitantes, el municipio de Lake estaba compuesto por el 98,56 % blancos, el 0,18 % eran afroamericanos, el 0,36 % eran amerindios y el 0,9 % eran de una mezcla de razas. Del total de la población el 0 % eran hispanos o latinos de cualquier raza.